# 13 octobre en sport
13 septembre 13 novembre
Chronologies thématiques
- Croisades
- Ferroviaires
- Disney

Le 13 octobre (286e jour de l'année ou le 287e en cas d'année bissextile) en sport.

## Événements

### XIXesiècle
- 1879
  - (Baseball) : Albany Blue Stockings remporte le titre de la National Association.

### XXesièclede1951à2000
- 1957
  - (Athlétisme) : à Rome, le Russe Vladimir Kuts est devenu l'homme le plus rapide du monde sur 5 000 mètres, parcourant la distance en 13 min 35 s. Il a amélioré d'une seconde huit dixièmes le temps du Britannique Gordon Pirie, ancien titulaire du record.
- 1964 :
  - (Automobile) : à Bonneville Salt Flats, Craig Breedlove établit un nouveau record de vitesse terrestre : 754,33 km/h.
- 1973 :
  - (Rallye automobile) : arrivée du Rallye Sanremo.
- 1985 :
  - (Sport automobile) : Alain Prost devient le premier Français à remporter le Championnat du monde de Formule 1 au volant d'une McLaren-TAG Porsche.
- 1996 :
  - (Formule 1) : Grand Prix automobile du Japon.

### XXIesiècle
- 2002 :
  - (Formule 1) : Grand Prix automobile du Japon.
- 2004 :
  - (Sport automobile / Euro Formule 3000) : présentation officielle à la presse, sur le port de la principauté de Monaco de la nouvelle voiture du championnat Euro Formule 3000. Celui-ci change de nom à partir de 2005 et prend l'appellation de « Superfund Euro Formule 3000 », du nom de son sponsor principal.
- 2011 :
  - (Athlétisme) : le Britannique Fauja Singh, à l'âge de 100 ans, établit huit nouveau records du monde pour sa catégorie d'âge, dans des disciplines allant du 100 mètres (23 s 40) au 5 000 mètres (49 min 57 s 39)[1].
- 2015 :
  - (Football /Championnat d'Europe) : la Croatie puis la Turquie se qualifient pour l'Euro 2016 qui se déroulera en France.
- 2019 :
  - (Compétition automobile /Formule 1) : sur le Grand Prix du Japon disputé sur le circuit de Suzuka, victoire du Finlandais Valtteri Bottas suivi de l'Allemand Sebastian Vettel et le Britannique Lewis Hamilton complète le podium.
- 2020 :
  - (Cyclisme sur route /Tour d'Italie) : sur la 10e étape du Tour d'Italie qui se déroule entre Lanciano et Tortoreto, sur une distance de 177 km, victoire du Slovaque Peter Sagan. Le Portugais João Almeida conserve le maillot rose. Les équipes Mitchelton-Scott (avec quatre membres du staff testés positifs au Covid) et Jumbo-Visma (avec Steven Kruijswijk lui-aussi positif au Covid) doivent quitter la course après le premier jour de repos, tout comme Michael Matthews[2],[3].
  - (Football /Ligue des nations de l'UEFA) : début de la 4e journée de la Ligue A de la Ligue des nations de l'UEFA avec 2 matchs.
- 2024 :
  - (Athlétisme /Record du monde) : sur le Marathon de Chicago, la Kéyniane Ruth Chepngetich établi un nouveau record du monde du marathon en 2 h 9 min 57 s[4].

## Naissances

### XIXesiècle
- 1879 :
  - Edward Hennig, gymnaste américain. Champion olympique de la barre fixe et aux exercices de massues aux Jeux de Saint-Louis 1904. († 28 août 1960).
- 1888 :
  - Raoul Heide, épéiste norvégien. Champion du monde d'escrime de l'épée individuelle 1922. († 21 février 1978).
- 1895 :
  - Ben Paschal, joueur de baseball américain. († 10 novembre 1974).

### XXesièclede1901à1950
- 1905 :
  - Coloman Braun-Bogdan, footballeur puis entraîneur roumain. († 15 mars 1983).
- 1923 :
  - Faas Wilkes, footballeur néerlandais. (38 sélections en équipe nationale). († 15 août 2006).
- 1931 :
  - Raymond Kopa, footballeur français. Vainqueur de la Coupe des clubs champions 1957, 1958 et 1959. (45 sélections en équipe de France). († 3 mars 2017).
  - Eddie Mathews, joueur de baseball puis dirigeant sportif américain. († 18 février 2001).
- 1936 :
  - Anthony Knapp, footballeur et entraîneur anglais. († 22 mars 2023).
- 1938 :
  - Roger Fite, 82 ans, joueur de rugby à XV français. (2 sélections en équipe nationale). († 28 novembre 2020).
- 1942 :
  - Bob Bailey, joueur de baseball américain. († 23 septembre 2007).
- 1944 :
  - Jean-Claude Bouttier, boxeur puis consultant TV français. († 3 août 2019).

### XXesièclede1951à2000
- 1955 :
  - Krzysztof Surlit, footballeur puis entraîneur polonais. († 23 septembre 2007).
- 1957 :
  - Reggie Theus, basketteur puis entraîneur américain.
- 1961 :
  - Doc Rivers, basketteur puis entraîneur américain. (9 sélections en équipe nationale).
- 1962 :
  - Jerry Rice, joueur de foot U.S. américain.
- 1965 :
  - Johan Museeuw, cycliste sur route belge. Champion du monde de cyclisme sur route 1996. Vainqueur des Tours des Flandres 1993, 1995 et 1998, des Quatre Jours de Dunkerque 1995 et 1997, de l'Amstel Gold Race 1994, des Paris-Roubaix 1996, 2000 et 2002.
- 1966 :
  - John Regis, athlète de sprint britannique. Médaillé d'argent du relais 4 × 100 m aux Jeux de Séoul 1988 puis médaillé de bronze du relais 4 × 400 m aux Jeux de Barcelone 1992. Champion du monde d'athlétisme du relais 4 × 400 m 1991. Champion d'Europe d'athlétisme du 200 m et du relais 4 × 400 m 1990.
- 1967 :
  - Aleksander Čeferin, juriste du football slovène. Président de la FSF de 2011 à 2016 et de l'UEFA depuis 2016
  - Trevor Hoffman, joueur de baseball américain.
  - Javier Sotomayor, athlète de sauts en hauteur cubain. Champion olympique aux Jeux de Barcelone 1992 et médaillé d'argent aux Jeux de Sydney 2000. Champion du monde d'athlétisme du saut en hauteur 1993 et 1997. Détenteur du Record du monde du saut en hauteur depuis le 8 septembre 1988.
  - Steve Vickers, footballeur anglais.
- 1969 :
  - Nancy Kerrigan, patineuse artistique dames américaine. Médaillée d'argent aux Jeux d'Albertville 1992 puis médaillée de bronze aux Jeux de Lillehammer 1994.
- 1970 :
  - Rob Howley, joueur de rugby à XV puis entraîneur gallois. (59 sélections en équipe nationale).
  - Régis Racine, basketteur puis entraîneur français. (7 sélections en équipe de France).
- 1972 :
  - Summer Sanders, nageuse américaine. Championne olympique du 200 m papillon, médaillée d'argent du 200 m 4 nages et de bronze du 400 m 4 nages aux Jeux de Barcelone 1992. Championne du monde de natation du 200 m papillon 1991.
- 1973 :
  - Brian Dawkins, joueur de foot U.S. américain.
  - Peter Dumbreck, pilote de courses automobile d'endurance écossais.
- 1977 :
  - Paul Pierce, basketteur américain. (9 sélections en équipe nationale).
- 1978 :
  - Marie Ferdinand-Harris, basketteuse américaine.
  - Johnny Leo'o, joueur de rugby à XV néo-zélandais.
  - Jermaine O'Neal, basketteur américain. (18 sélections en équipe nationale).
- 1979 :
  - Mamadou Niang, footballeur franco-sénégalais. Vainqueur de la Ligue des champions de l'AFC 2011. (56 sélections avec l'équipe du Sénégal).
  - Karim Ouattara, basketteur franco-malien.
- 1980 :
  - Marc-André Bergeron, hockeyeur sur glace canadien.
  - Marcel Marcilloux, fleurettiste français. Champion du monde d'escrime au fleuret par équipes 2006 et 2007.
  - Rudy Mater, footballeur puis entraîneur français.
- 1982 :
  - Paul Crosty, hockeyeur sur glace canadien.
  - Ian Thorpe, nageur australien. Champion olympique du 400 m nage libre, des relais 4 × 100 et 4 × 200 m nage libre et médaillé d'argent du 200 m nage libre et 4 × 100 m 4 nages aux Jeux de Sydney 2000. Champion olympique du 200 et 400 m nage libre, médaillé d'argent du 4 × 200 m nage libre et médaillé de bronze du 100 m nage libre aux Jeux d'Athènes 2004. Champion du monde de natation du 400 m nage libre et du 4 × 200 m nage libre 1998, champion du monde de natation du 200 m, du 400 m et du 800 m nage libre, du 4 × 100 m et 4 × 200 m nage libre ainsi que du 4 × 200 m 4 nages 2001 puis champion du monde de natation du 200 m et 400 m nage libre ainsi que du 4 × 200 m nage libre 2003.
- 1983 :
  - Yougnam Yu, joueur de rugby à XV sud-coréen. Vainqueur du Tournoi asiatique des Cinq Nations de rugby à XV 2002. (120 sélections en équipe nationale).
- 1984 :
  - Gift Leremi, footballeur sud-africain. (4 sélections en équipe nationale). († 3 septembre 2007).
- 1985 :
  - Brian Hoyer, joueur de foot U.S. américain.
- 1986 :
  - Jon Welsh, joueur de rugby à XV écossais. (12 sélections en équipe nationale).
- 1987 :
  - Goran Karanović, footballeur serbo-suisse.
  - Zachery Peacock, basketteur américain.
  - Yvonne Turner, basketteuse américaine.
  - Chris Smith, basketteur américain.
- 1988 :
  - Norris Cole, basketteur américain.
  - Václav Pilař, footballeur tchèque.
- 1989 :
  - Carlos Betancur, cycliste sur route colombien. Vainqueur de Paris-Nice 2014.
- 1991 :
  - Patrick Konrad, cycliste sur route autrichien.
- 1992 :
  - Shelby Rogers, joueuse de tennis américaine. Victorieuse de la Fed Cup 2017.
- 1994 :
  - Callum Paterson, footballeur écossais. (17 sélections en équipe nationale).
  - Yuta Wanatabe, basketteur japonais.
- 1998 :
  - Sherly Jeudy, footballeuse haïtienne. (30 sélections en équipe nationale).
- 1999 :
  - Moses Brown, basketteur américain.

### XXIesiècle
- 2001 :
  - Jaylen Clark, basketteur américain.
  - Nordin Musampa, footballeur néerlandais.
- 2002 :
  - Tevita Tatafu, joueur international français de rugby à XV d'origine tongienne.
- 2003 :
  - Laurina Fazer, footballeuse française. (3 sélections en équipe de France).

## Décès

### XIXesiècle
- 1899 :
  - Albert Allen, 32 ans, footballeur anglais. (1 sélection en équipe nationale). (° 1er avril 1867).

### XXesièclede1901à1950
- 1915 :
  - Béla Las-Torres, 25 ans, nageur hongrois. (° 20 avril 1890).
- 1918 :
  - Samuel Shore, 32 ans, hockeyeur sur glace canadien. (° 12 février 1886).
- 1941 :
  - Izidor Kürschner, 56 ans, footballeur puis entraîneur hongrois. (5 sélections en équipe nationale). Sélectionneur de l'équipe de Suisse de 1924 à 1933. (° 23 mars 1885).
- 1942 :
  - A. Haslam, 62 ou 63 ans, footballeur anglais. Champion olympique aux Jeux de Paris 1900. (1 sélection en équipe nationale). (° ? 1879).
- 1956 :
  - Otto Tangen, 70 ans, skieur de nordique norvégien. (° 28 janvier 1886).

### XXesièclede1951à2000
- 1971 :
  - Stafford Smythe, 50 ans, dirigeant de hockey sur glace canadien. (° 15 mars 1921).
- 1981 :
  - Philippe Étancelin, 84 ans, pilote de courses automobile français. Vainqueur des 24 Heures du Mans 1934. (° 28 décembre 1896).
- 1998 :
  - Thomas Byberg, 82 ans, patineur norvégien. Médaillé d'argent du 500m aux jeux de Saint-Moritz 1948. (° 18 septembre 1916).
  - Valdemar Kendzior, 72 ans, footballeur danois. (3 sélections en équipe de France). (° 8 janvier 1935).

### XXIesiècle
- 2005 :
  - Louis Polonia, 70 ans, footballeur français. (2 sélections en équipe nationale). (° 26 janvier 1926).
- 2007 :
  - Alec Kessler, 40 ans, basketteur américain. (° 13 janvier 1967).
- 2008 :
  - Alexei Cherepanov, 19 ans, hockeyeur sur glace russe. (° 15 janvier 1989).
- 2011 :
  - Abdoulaye Seye, 77 ans, athlète de sprint français puis sénégalais. Médaillé de bronze du 200 m aux Jeux de Rome 1960. (° 30 juillet 1934).
- 2017 :
  - Pierre Hanon, 80 ans, footballeur puis entraîneur belge. (48 sélections en équipe nationale). (° 29 décembre 1936).
- 2018 :
  - Jim Taylor, 83 ans, joueur de foot U.S. américain. (° 20 septembre 1935).
- 2023 :
  - Hugh Russell, 63 ans, boxeur irlandais. Médaillé de bronze des -51 kg aux Jeux de Moscou 1980. (° 15 décembre 1959).
- 2024 :
  - Peter Fregene, 77 ans, footballeur nigérian. (° 17 mai 1947).
  - Janne Puhakka, 29 ans, hockeyeur sur glace finlandais. (° 24 février 1995).